# 관타나모로 가는 길
관타나모로 가는 길(The Road To Guantanamo)은 영국에서 제작된 마이클 윈터바텀 감독의 2006년 드라마 영화이다. 리즈 아메드 등이 주연으로 출연하였고 앤드류 이튼 등이 제작에 참여하였다.

## 출연

### 주연
- 리즈 아메드

### 조연
- 스티븐 벅킹햄
- 낸시 크레인
- 크리스토퍼 포쉬
- 마크 홀든

## 제작진
- 공동제작: 멜리사 파멘터
- 공동연출: 맷 화이트크로스